# Episodi de Il re (seconda stagione)
La seconda stagione della serie televisiva Il re composta da otto episodi, è stata trasmessa in prima visione sul canale satellitare italiano Sky Atlantic dal 12 aprile al 3 maggio 2024.
| nº | Titolo     | Prima TV       |
| -- | ---------- | -------------- |
| 1  | Episodio 1 | 12 aprile 2024 |
| 2  | Episodio 2 | 12 aprile 2024 |
| 3  | Episodio 3 | 19 aprile 2024 |
| 4  | Episodio 4 | 19 aprile 2024 |
| 5  | Episodio 5 | 26 aprile 2024 |
| 6  | Episodio 6 | 26 aprile 2024 |
| 7  | Episodio 7 | 3 maggio 2024  |
| 8  | Episodio 8 | 3 maggio 2024  |

## Episodio 1
- Diretto da: Giuseppe Gagliardi
- Scritto da: Alessandro Fabbri (sceneggiatura); Alessandro Fabbri e Peppe Fiore (soggetto)

### Trama
Il magistrato Vittorio Mancuso viene arrestato con l'accusa di aver ucciso al porto Enrica Valeriani, la contabile della Slim-Petroil che lo stava aspettando. Intanto in carcere il direttore Bruno Testori viene interrogato dalla PM Lombardo. Nel frattempo per gli agenti Piras, Scaglione e Caputo viene disposto il trasferimento con effetto immediato mentre la Massini viene promossa comandante. Testori dal bagno del carcere, con un telefono fornitogli da Aniello, chiama il fidato Piras chiedendogli di rintracciare Renato Zanon, il titolare dell'enoteca che lo ha incastrato con la sua testimonianza. Testori si attiva chiedendo sostegno anche agli altri carcerati tra i quali Fabrizio Saccà e per questo un giorno, dopo l'ora d'aria, viene accoltellato da un detenuto del braccio dei musulmani che viene subito trasferito. Bruno viene medicato e chiede alla Massini di controllare il registro della sala colloqui e il bagno della cella di uno degli slavi dove difatti viene rinvenuta della droga e l'agente Murgia viene smascherato per averli favoriti. Testori affronta Hamed, erede di Amir a capo dei musulmani, ma questo nega di aver ordinato il suo accoltellamento. Piras non riesce ad arrivare a Zanon che è stato trasferito e l'avvocato di Bruno gli suggerisce di chiedere il rito abbreviato. Testori viene mandato con l'inganno in lavanderia da un uomo di Aniello e lì viene accerchiato dagli slavi e colpito alla schiena; salvato da Aniello che passava di lì, poco dopo al suo risveglio Testori si trova davanti Gregorio Verna, capo dei servizi segreti, il quale gli fa capire che tornerà in libertà, dato che ha fatto un ottimo lavoro, e che Zanon ha ritrattato. Testori accetta di lavorare per loro e deve spiare il nuovo arrivato Mancuso ma in cambio chiede che vengano richiamati gli agenti che erano stati trasferiti.
- Altri interpreti: Mauro Marino (avvocato di Testori), Martina Limonta (Enrica Valeriani).

## Episodio 2
- Diretto da: Giuseppe Gagliardi
- Scritto da: Alessandro Fabbri (sceneggiatura); Alessandro Fabbri e Peppe Fiore (soggetto)

### Trama
Verna chiede a Testori, tornato nel frattempo al comando del carcere, di scoprire perché Mancuso doveva incontrare la Valeriani al porto. Come prima cosa Testori mette alle strette Aniello accusandolo di averlo tradito ma questo nega con forza e anzi se la prende con il suo uomo, Salento, picchiandolo a sangue e dimostrando così fedeltà al comandante. Mancuso viene preso di mira in cortile e chiede aiuto ad Ahmed; a Testori dice comunque di essere innocente. Poco dopo però si viene a sapere che sull'arma che ha ucciso la Valeriani ci sono le sue impronte; Claudia Agosti, legale di Mancuso, scopre però che l'ispettore Olivieri che aveva fatto i rilievi al porto è stato sospeso misteriosamente e lo avvicina. Intanto Mancuso tenta il suicidio in cella tagliandosi le vene.
- Altri interpreti: Massimo Rigo (ispettore Olivieri).

## Episodio 3
- Diretto da: Giuseppe Gagliardi
- Scritto da: Alessandro Fabbri (sceneggiatura); Alessandro Fabbri e Peppe Fiore (soggetto)

### Trama
Testori interviene in tempo e salva la vita a Mancuso. L'avvocato Agosti è perplessa e vuole vederci chiaro mentre Verna mette pressione a Testori poiché non vuole che Mancuso parli con i magistrati e manda il fidato Miceli al San Michele. Gloria, ex moglie di Testori, scopre che la Valeriani lavorava sottotraccia per la cybersicurezza e che però passava a Mancuso informazioni sull'azienda per cui lavorava; è chiaro che i servizi abbiano voluto incastrare Mancuso. Testori e la Agosti capiscono che Mancuso ha finto il tentativo di suicidio per uscire dal carcere e che è stato aiutato dal dottore dell'ospedale il quale confessa di aver mandato una mail per contro del magistrato con scritto "diffondi il materiale". All'uscita dall'ospedale, Testori parla con Mancuso pressandolo affinché gli racconti la verità su ciò che stava facendo con la Valeriani ma l'uomo ha paura. In carcere intanto le guardie picchiano gli arabi nelle docce per aver tentato di fare concorrenza al gruppo di Aniello con lo spaccio. Il PM che avrebbe dovuto interrogare Mancuso viene trasferito e quindi l'interrogatorio è rimandato.
- Altri interpreti: Nicola Pannelli (dottor Lettieri).

## Episodio 4
- Diretto da: Giuseppe Gagliardi
- Scritto da: Alessandro Fabbri (sceneggiatura); Alessandro Fabbri e Peppe Fiore (soggetto)

### Trama
Verna vuole torturare Mancuso in carcere ma quando Testori cerca di opporsi e lo ricatta con un video che lo riprende mentre dice alla Massini di aver ucciso Lackovic. Il dottor Piazza ce l'ha con Verna che lo ha scalzato e così consegna un dossier su di lui alla moglie di Testori mettendola in guardia; Gloria si accorge di essere spiata e lo fa capire alla figlia. Testori fa uscire Goran dall'isolamento e in cortile scoppia una rissa tra napoletani, arabi e slavi che rende necessario l'intervento dell'antisommossa. Testori riesce a salvare per il momento Mancuso perché l'arrivo degli agenti del dipartimento ha bloccato l'entrata di Verna e Miceli. Il direttore fa vedere all'avvocato Agosti la cella nella quale è stato portato Mancuso per essere torturato e lo sprona a parlare facendogli capire di averlo salvato.
- Altri interpreti: Giuseppe Afeltra (medico carcere).

## Episodio 5
- Diretto da: Giuseppe Gagliardi
- Scritto da: Federico Gnesini (sceneggiatura); Alessandro Fabbri, Peppe Fiore e Federico Gnesini (soggetto)

### Trama
Mancuso racconta a Testori che la Valeriani gli aveva parlato di un traffico di idrocarburi dal Mar Nero a uno scalo di gestione della Slim-Petroil, un'operazione avallata dai servizi segreti e che la donna voleva ostacolare, e che la mail mandata dal primario dell'ospedale è stata inviata a una fonte interna all'azienda che dovrebbe aiutarlo. Gloria scopre che si tratta di tale Luigi Fontana e lo incontra insieme all'avvocato Agosti. Mancuso sta per essere trasferito su pressione di Verna ma Testori ricatta Russo dell'amministrazione penitenziaria con una vecchia storia che riguarda suo figlio e così il magistrato non si muove. La Massini intanto decide di lasciare il San Michele, scossa dall'ultima rissa avvenuta in cortile che ha portato alla morte di un detenuto arabo di nome Tahar. La Agosti invece mette al corrente il padre degli ultimi sviluppi. Testori chiede a Laura Lombardo, il magistrato che lo aveva fatto mettere in carcere, di parlare con Luigi Fontana.
Altri interpreti: Diego Facciotti (Luigi Fontana), Massimiliano Dotta (Alberto Massini), Adam Imzel (fratello di Tahar), Fatna Hachad (madre di Tahar), Giuseppe Afeltra (medico carcere).

## Episodio 6
- Diretto da: Giuseppe Gagliardi
- Scritto da: Federico Gnesini (sceneggiatura); Alessandro Fabbri, Peppe Fiore e Federico Gnesini (soggetto)

### Trama
La PM Lombardo e l’avvocato Agosti si presentano sul luogo dell’incontro mentre Gloria va a prendere Fontana. Testori invece cerca di seminare quelli che lo stanno seguendo e cambia auto. Inaspettatamente però un grosso suv manda a sbattere l’auto con a bordo Gloria e il testimone che muoiono sul colpo. Nel frattempo Verna e i suoi uomini mettono sottosopra la casa di Gloria e portano via dei del materiale. Bruno e la figlia sono distrutti ma la ragazza è riuscita a recuperare in tempo dalla scrivania della madre il fascicolo compromettente che riguarda Verna. Testori decide di continuare, avverte Verna di avere del materiale da usare contro di lui e si barrica con la figlia e i suoi uomini al San Michele: nessuno potrà entrare o uscire dal carcere prima dell’interrogatorio di Mancuso con il PM. Ad avvisare Verna dell’imminente incontro tra Fontana e la Lombardo è stato il padre dell’avvocato Agosti della quale Testori sembra non fidarsi più.
- Altri interpreti: Diego Facciotti (Luigi Fontana), Massimiliano Dotta (Alberto Massini), Lucia Ceracchi (Silvia).

## Episodio 7
- Diretto da: Giuseppe Gagliardi
- Scritto da: Alessandro Fabbri (sceneggiatura); Alessandro Fabbri e Peppe Fiore (soggetto)

### Trama
- Altri interpreti: Massimiliano Dotta (Alberto Massini), Paola De Crescenzo (Sabrina).

## Episodio 8
- Diretto da: Giuseppe Gagliardi
- Scritto da: Peppe Fiore (sceneggiatura); Alessandro Fabbri e Peppe Fiore (soggetto)

### Trama
La Lombardo, nonostante sia stata messa in guardia da Verna dal frequentate Testori, incontra il direttore e gli fa capire che nell’archivio giudiziario c’è il pc di Fontana recuperato dall’auto dopo l’incidente. Nel frattempo Verna minaccia la Massini spingendola a infiltrarsi in carcere per poter arrivare a Mancuso. La Agosti se la prende col padre per aver venduto Fontana a Verna ma lui si scusa dicendo che non poteva fare altrimenti per salvarla; le racconta anche che Mancuso non è poi così pulito dato che tempo prima aveva fatto di tutto per salvare la moglie da un guaio giudiziario. La Agosti scopre infatti che Elisabetta Mancuso, lobbista nel settore energetico, era stata accusata di spionaggio industriale. Piazza riesce a prendere il computer dall'archivio ma il computer non è recuperabile, probabilmente Verna li ha anticipati. La Massini torna al San Michele e viene riaccolta da Testori il quale però ha ben capito che è stata spinta da Verna; la donna gli racconta tutto in confidenza. Testori, con l'aiuto dei suoi uomini, sventa anche un tentativo degli uomini di Verna di entrare nel carcere da un altro passaggio. Il figlio della Massini intanto viene messo al sicuro da un suo collega fidato. La Agosti e la Lombardo mettono alle strette Elisabetta Mancuso scoprendo che il marito ha finto l’indagine sulla Slim-Petroil per fare crollare i titoli in borsa così da farle perdere valore e poterla far compare a meno da un’altra azienda. Mancuso sotto minaccia confessa di aver voluto colpire la Slim-Petroil per conto di ignoti e viene pestato da Testori in cella, furioso perché Gloria è morta per aiutarlo credendolo una vittima. Testori incontra Verna e gli chiede di riavere ufficialmente il suo carcere in cambio di Mancuso e gli fa dire di aver fatto uccidere la Valeriani, Fontana e Gloria. Testori gli fa capire che lo ha fregato grazie al trojan che aveva fatto installare nel proprio cellulare dalla Lombardo. Verna e i suoi uomini vengono quindi arrestati. Mancuso viene sospeso dal servizio e viene rinviato a giudizio per corruzione in atti giudiziari; la moglie, anche lei finita ai domiciliari, ha raccontato agli inquirenti il sistema illegale che avevano messo in piedi. Testori viene sospeso e per lui verrà aperto un procedimento disciplinare; la Agosti si propone di difenderlo. Marco Miceli fa da parafulmine a Verna che è intoccabile nonostante la registrazione, non presa in considerazione, fatta da Testori ed è stato solamente trasferito. Nella stessa registrazione Testori aveva ammesso di aver ucciso Lackovic ma il direttore racconta alla Lombardo che l’aveva detto per spingere Verna a confessare di aver fatto uccidere tre persone. Poco dopo però Verna manda alla Lombardo il video che incastra Testori e la PM lo mostra alla Massini. Testori segue Verna all’aeroporto ed entra dopo di lui nella toilette.
- Altri interpreti: Massimiliano Dotta (Alberto Massini)